# Église de la Visitation de Marie de Montriond
L'église de la Visitation de Marie de Montriond est une église catholique française, située dans le département de la Haute-Savoie, dans la commune de Montriond. François de Sales est le saint patron de l'église. 

## Historique
Une ancienne chapelle fut édifiée entre 1534,. et 1535, puis restaurée en 1666. La construction a dû se faire selon une tradition gothique selon Oursel. 
L'édifice fut agrandi en 1720 et la chapelle primitive devient le chœur de l'église actuelle. « Tout le vieux chœur aurait été ainsi habillé d'une parure nouvelle » vers le XVIIIe siècle.
Une statue de Notre-Dame de Grâce du XIIIe ou  XIVe siècle, en l'honneur de qui la chapelle primitive avait été édifiée, a été retrouvée en mauvais état dans les combles, puis a été volée en 1980 et retrouvée en 2007 en Belgique. La statue a été restaurée à la suite de ce vol en 2009 par Florence Lelong.

## Description
Le clocher-porche n'est pas terminé par un bulbe comme traditionnellement, mais par une flèche à claire-voix représentant la couronne royale de Savoie datant de 1802. Ce clocher-porche serait l'œuvre d'un artisan local, Claude Garnier.
L'église comprend une nef unique, un chevet plat et un clocher-porche.

## Protection
L'église comporte des objets classés dont
- Vierge à l'Enfant assise(XIVe siècle)[4].
- Vierge à l'Enfant entre saint Dominique et sainte Catherine de Sienne (XVIIIe siècle)[7].
- Retable dédié à saint François de Sales (XVIIIe siècle)[8].

## Galerie

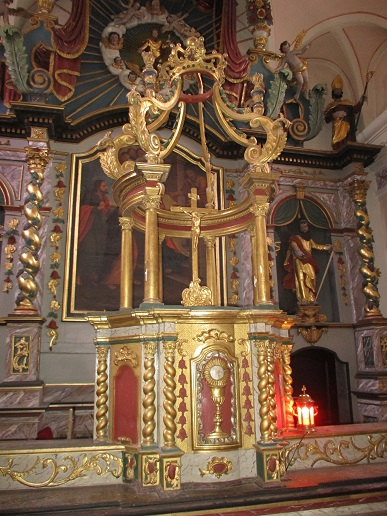
tabernacle
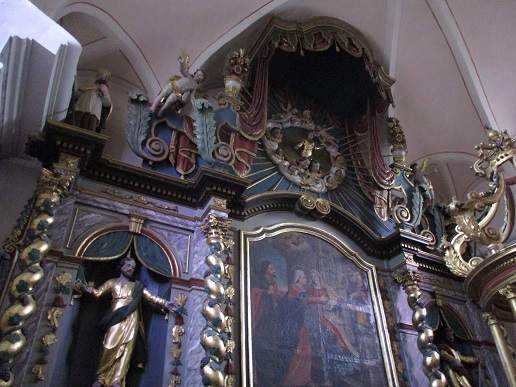
retable
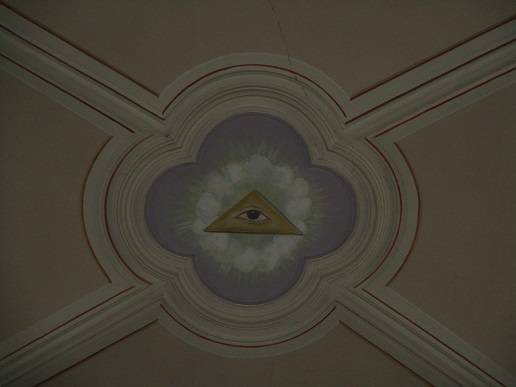
œil des illuminati
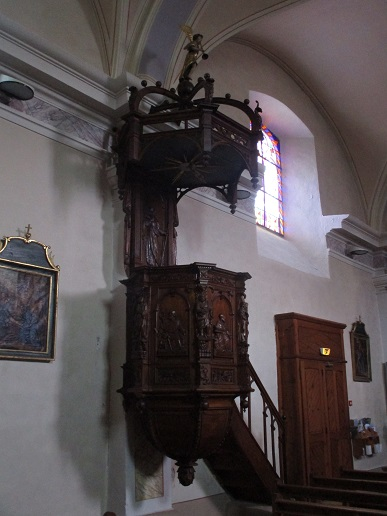
chaire
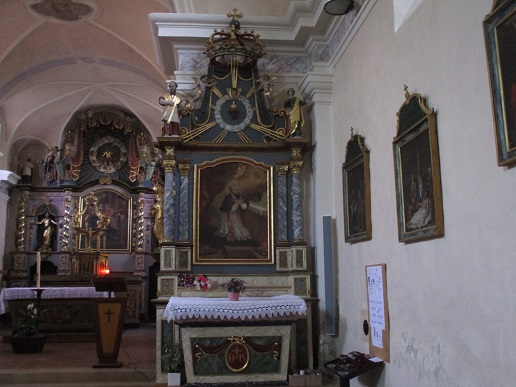
chapelle droite
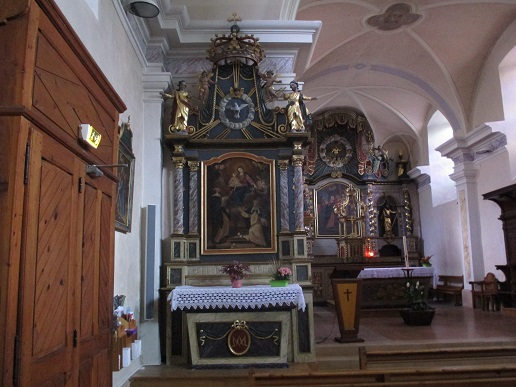
chapelle gauche
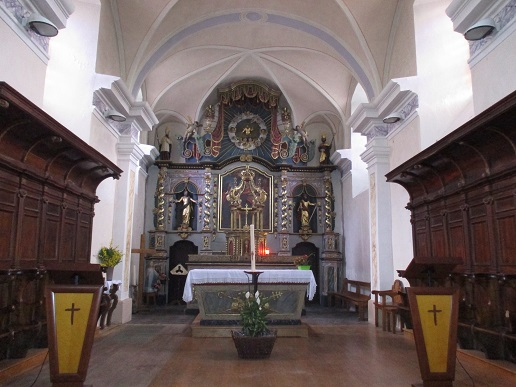
chœur
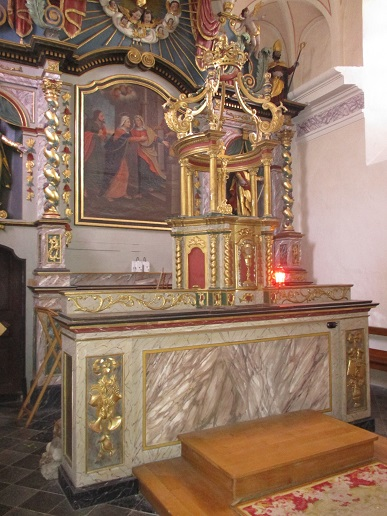
autel